# Escuela de Estudios Hispano-Americanos
La Escuela de Estudios Hispano-Americanos (EEHA) es un centro del Consejo Superior de Investigaciones Científicas (CSIC) de España. Tiene su sede en Sevilla, fue fundada en 1942, y su principal objetivo es la investigación sobre historia de América.
En 2022 el ministerio de Educación la integró en el Instituto de Historia del CSIC, conservando sus instalaciones y personal.

## Historia

### Primera etapa: formación e investigación (1942-1945)
El 10 de noviembre de 1942 el Gobierno creó la Escuela de Estudios Hispano-Americanos (EEHA), en cuyo decreto de fundación se habla de la importancia de la instauración de un "centro universitario de trabajo", donde los estudiantes de aquella época adquiriesen "un sólido conocimiento de la historia de América". En un primer momento la EEHA se creó como órgano dependiente del CSIC y de la Facultad de Filosofía y Letras de la Universidad de Sevilla.

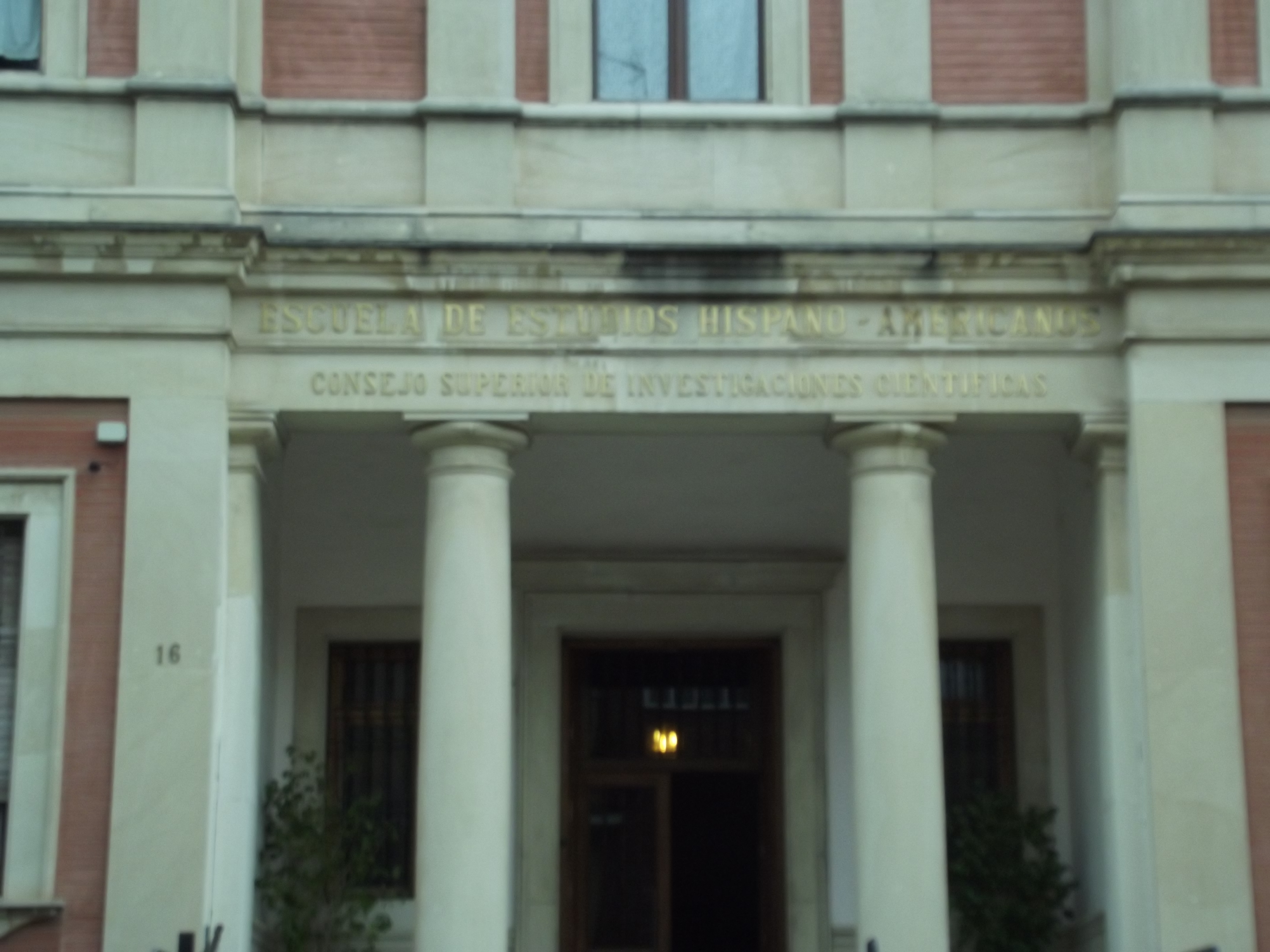
Detalle de la fachada principal de la Escuela de Estudios Hispano-Americanos de Sevilla.

Debía funcionar en estrecha relación con el Instituto Gonzalo Fernández de Oviedo del CSIC y con el Instituto Hispano Cubano de Historia de América, también situado en Sevilla. La mayoría de los profesores del nuevo centro procedían de la Universidad de Sevilla. En estos primeros años, el Consejo Superior de Investigaciones Científicas no contaba con suficiente personal propio. A esto se debió la estrecha relación entre la EEHA y la Universidad de Sevilla y la importancia de sus tareas docentes frente a las investigadoras.
La tarea docente de la EEHA durante estos primeros años fue muy relevante. Impartía una diplomatura en Estudios Americanos, precedente de la licenciatura que años después se crearía en la Universidad de Sevilla. Así mismo tuvo un papel destacado en el origen de los Cursos de Verano de La Rábida (1943), que más tarde se convertirán en la Universidad Hispanoamericana de Santa María de La Rábida, actualmente integrada en la Universidad Internacional de Andalucía.
Un aspecto importante encargado a la EEHA desde el mismo momento de su creación fue el de promover el contacto científico e intercambio cultural entre los investigadores americanistas a un lado y otro del Atlántico. Esta labor ha presidido las muchas y distintas actividades desempeñadas por el centro hasta la actualidad, y a ella contribuye la residencia con que cuenta la institución.
Dado el carácter docente, además de investigador, de la EEHA en sus orígenes —de ahí el nombre de Escuela que recibió y aún conserva—, los primeros directores del centro tuvieron en principio las mismas competencias que los decanos de Facultad y eran propuestos para el cargo por el rector de la Universidad. 

### Segunda etapa: fomento de la investigación (1945-)
La creación en 1945 de la Sección de Historia de América —que acabará centralizando las actividades docentes— dentro de la Facultad de Filosofía y Letras de la Universidad de Sevilla supuso un cambio sustancial en la historia de la Escuela. A partir de este momento la EEHA pasó a depender exclusivamente del CSIC y se convirtió en un centro dedicado a tareas investigadoras, de formación posuniversitaria y a la publicación de revistas y monografías científicas sobre historia de América, además de atesorar una biblioteca de obligada consulta entre los especialistas y considerada de las más completas del mundo en el ámbito de la historia colonial hispanoamericana (63.000 monografías y 2.000 títulos de revistas). Para alcanzar estos fines la EEHA modificó su organización interna, amplió el número de sus investigadores de plantilla y comenzó a desarrollar planes de investigación propios que hoy en día se canalizan a través de los dos departamentos con que cuenta el centro en la actualidad.

## Personal
Según informa en su web institucional, la Escuela tiene 20 investigadores, además del personal de apoyo en servicios esenciales como Biblioteca y Publicaciones. Se organiza en dos departamentos, uno de Historia de América Contemporánea y otro de Historia de América Colonial y Moderna. Existen varios grupos de investigación y varios proyectos de investigación en marcha. 

## Publicaciones
En el ámbito de las publicaciones, la Escuela tiene una amplia trayectoria editorial (cerca de 500 monografías se incluyen en su actual catálogo). Destacamos, por ser una de las principales señas de identidad de la institución, el Anuario de Estudios Americanos, una publicación seriada que se inició en 1944 y que continúa publicándose en la actualidad. Su versión electrónica a texto completo es accesible vía internet.